# SMS Trabant (1890)
Az SMS Trabant az Osztrák–Magyar Monarchia Trabant-osztályú torpedóhajója (őrhajója) volt az első világháborúban. Testvérhajója nem volt, de az SMS Planet és az SMS Satellit nagyon hasonlított hozzá.

## Pályafutása
1888 augusztusában átadták a gyártási terveket. Szeptember 28-án I. Ferenc József császár jóváhagyta a nevét. November 24-én a császári és királyi Tengerészeti Technikai Bizottság (TTB) kiszámította, hogy a hajó 16 tonnával nehezebb lesz a tervben foglaltaknál. Új terveket rajzoltak. 1889. július 29-én megkezdődött az építése. 1890. május 1-én vízre bocsátották. Szeptember 11-én próbautat hajtott végre, melyen a 20,33 csomós sebességét túl lassúnak találták. A kisebb menetemelkedésű és nagyobb felületű hajócsavarral csak kevés javulást értek el. 1895. március 31-én felszerelték. Május 10-én részt vett a Fasana előtt tartott gyakorlaton, ahol a császár is megszemlélte. Május 17-én a Hajórajjal együtt kifutott Pólából, hogy Kielbe menjen az Északi-és a Keleti-tengert összekötő csatorna megnyitása alkalmából rendezett ünnepségeken. 1899. május 29-én felszerelték és beosztották a Torpedó Flottillához.
1900. január 27-én Zárában segítséget nyújtott a megsérült főgépe miatt manőverezésre képtelenül a szél és a hullámok által a part felé sodródó Sebenico gőzhajónak, biztonságos helyre vontatta. Májusig a Torpedó Flottillához tartozott. Kicserélték a felső fedélzetét. 1901-ben és 1902-ben tartalékállományban volt. 1903-ban augusztusig a tengerészkadétok iskolahajója, a Custozza mellé rendelték kiképzőhajónak. 1904-ben újra tartalékállományba került. 2 db 7 cm/L45-ös löveget szereltek be a régiek helyett és kicserélték a kazánjait.
1912. szeptember 14-től a fiumei haditengerészeti Akadémiához osztották be kiképzőhajónak. 1913-ban a fiumei Akadémiánál szolgált. Védőeszközökkel látták el a hajócsavarjai védelmére. 1914-ben májusig a fiumei Akadémiánál szolgált. Augusztus 5-én aknatelepítő berendezéssel szerelték fel, majd átvett 60 db aknát a Minerva aknaraktár hajóról. Augusztus 10-én és 13-án aknatelepítést hajtott végre Póla előtt. Szeptember 26-án az UB3-as tengeralattjárót vontatva elindult Cattaro felé. Ragusa Vecchia (ma Cavtat) előtt mindkét vontatókötél elszakadt, így a tengeralattjáró a Trabant nyomdokvizében haladt tovább a saját erejéből. 1915-ben helyi védelmi szolgálatot látott el Pólában. Őrjárati és zárrendszer figyelőszolgálatot teljesített, és aknakereséseket hajtott végre, mivel felszerelték aknakereső berendezéssel. 1917. február 21-én Porer közelében egy tengeralattjáró sikertelen torpedótámadást hajtott végre ellene, amit vízibombák ledobásával viszonzott. Őrjárati és konvojkísérő szolgálatokat teljesített. 1918-ban Pólában állomásozott. Májusban áthelyezték a fedélzeti konyhát és megnagyobbították a kémény előtti fedélzeti felépítményt. A háború végeztével 1920-ban Olaszország kapta meg azzal a feltétellel, hogy hat éven belül le kell bontani.